# Arthur Metcalfe
Arthur Metcalfe (* 27. September 1938 in Leeds; † 11. Dezember 2002 in Harrowgate) war ein britischer Radrennfahrer und nationaler Meister im Radsport.

## Sportliche Laufbahn
Metcalfe war im Straßenradsport aktiv. Mit vierzehn Jahren trat er dem Hartlepool Cycling Club bei und begann, Radrennen zu fahren. Mit 21 Jahren wurde er zum Militärdienst nach Zypern eingezogen, konnte dort aber weiterhin trainieren. Metcalfe siegte 1964 beim britischen Milk Race. Bei der Kanada-Rundfahrt (Tour du St. Laurent) im Herbst des Jahres gewann er zwei Etappen. 1965 konnte er das Manx International, ein international stark besetzten Eintagesrennen auf der Isle of Man für sich entscheiden und gewann mehrere Etappen sowie die Bergwertung beim Milk Race. Metcalfe gewann 1966 die britische Meisterschaft im Straßenrennen der Amateure (nachdem er im Jahr zuvor bereits Vizemeister geworden war) und im Einzelzeitfahren sowie die Wertung British Best Allrounder (BBAR: eine Serie von Zeitfahren über verschiedene Distanzen). Bei den UCI-Straßen-Weltmeisterschaften 1966 auf dem Nürburgring belegte er im Straßenrennen der Amateure den 23. Platz.
1967 wurde er Berufsfahrer im britischen Carlton-Team (eine kleine Mannschaft mit nur fünf Fahrern) und bestritt für Großbritannien die Tour de France als Helfer für Tom Simpson. Er belegte den 69. Platz im Gesamtklassement. 1968 schied er auf der 17. Etappe aus. Als Profi in einem britischen Team verdiente er so wenig Geld, dass er parallel noch einem Bürojob nachgehen musste. Für die Teilnahme an der Tour musste er Urlaub nehmen. Er gewann auf britischen Boden einige Rennen, u. a. das traditionsreiche Folkstone–London 1968, fuhr aber kaum auf dem kontinentalen Festland. Er blieb vier Jahre lang Profi bis 1970, nach einem Beckenbruch beendete er seine Profi-Laufbahn, danach wurde er wieder Amateur und konnte 1974 die Rapport Toer in Südafrika gewinnen. Zu dieser Zeit der Apartheid-Politik gab es auf sportlicher Ebenen einen Boykott Südafrikas. Da er jedoch dort gestartet war, suspendierte ihn der britische Verband.

## Berufliches
Metcalfe betrieb in Harrogate bis in die 1970er Jahre mit seinem ehemaligen Radkollegen Welwey Mason einen Radshop für Rennradrahmen. Später wurde er Manager des Carlton-Profi-Teams, danach als Versicherungsvertreter und Finanzberater in Leeds.

## Familiäres
Sowohl sein Vater, als auch seine beiden Brüder waren Radrennfahrer.